# Park Ju-sung
Park Ju-sung (koreanisch 박주성 Park Joo-sung; * 20. Februar 1984 in Jinhae, Gyeongsangnam-do) ist ein südkoreanischer Fußballnationalspieler. Er wird als Abwehrspieler eingesetzt.

## Karriere

### Verein
In seiner Jugend spielte er bis 2002 an der Kwangwoon University in Seoul. Von dort aus zog es ihn in seiner ersten Profisaison 2003 dann zu den Suwon Samsung Bluewings. In der Saison 2004 konnte er dann mit diesem Team den Meistertitel in der K League feiern. Im Jahr 2005 ging es dann bis 2006 auf Leihbasis zum Gwangju Sangmu FC. Er blieb dann noch bis 2008 bei den Bluewings und konnte in seiner letzten Saison dort dann noch einmal die Meisterschaft einfahren. Zur Saison 2009 wechselte er dann nach Japan zu Vegalta Sendai. In seiner ersten Saison dort konnte er den Aufstieg in die J1 League feiern. Später spielte die Mannschaft mit ihm immer oben mit. Dort blieb er dann bis 2012, bis es ihn zurück nach Korea zum Gyeongnam FC zog. Im Jahr 2005 spielte er dann für Guizhou Renhe in China kehrte aber schon im selben Jahr wieder zum Gyeongnam FC zurück, mittlerweile spielte der Klub aber in der zweiten Liga. Seit 2017 spielt er nun in bei den Daejeon Citizen.

### Nationalmannschaft
Seit der U-20 durchlief er alle Mannschaften der südkoreanischen Nationalmannschaft. Er nahm mit seiner Mannschaft an der Junioren-Weltmeisterschaft 2003 in den Vereinigten Arabischen Emiraten teil. Hierbei wurde er im Spiel gegen die deutsche Mannschaft eingesetzt; das Spiel endete mit einem 2:0-Sieg für seine Mannschaft. In diesem Turnier schaffte die Mannschaft es bis ins Achtelfinale, dort scheiterte man an Japan.
Neben diesem Turnier hatte er ab 2003 dann auch Spiele für die A-Nationalmannschaft. Dort kam er allerdings nur auf zwei Einsätze. Dazu zählt eine 0:1-Niederlage gegen Japan am 16. April 2003, sowie eine 1:3-Niederlage gegen die Auswahl von Ghana.